# 波羅的海異常
波羅的海異常是指2011年6月，由彼得·林德伯格（Peter Lindberg）和丹尼斯·奧伯格（Dennis Åberg）領導的瑞典OceanX潛水隊，在波斯尼亞灣中心的波羅的海北部進行海底尋寶時所捕捉的一張模糊声呐圖像，該圖像顯示了波羅的海海床出現的異常現象。研究小組聲稱，這張模糊的聲納圖像呈現看似非自然起源、帶有不尋常特徵的物體，引起各地小报新闻的猜測，認為這可能是沉沒的不明飛行物。
然而，專家和科學家一致認為，這個圖像反映的是自然地質構造。

## 發現
總部位於瑞典的OceanX自稱是宝物猎人和打撈人員團隊。據該團隊表示，2011年夏天，當他們在瑞典和芬蘭之間的波羅的海搜索一艘古老沉船時，捕捉到了一張「模糊但有趣」的聲納圖像。他們聲稱這個圖像呈現一個直徑60公尺（200英尺）的圓形物體，其特徵可能是人造物體。第二年，該小組重返該地點，進行更詳細的聲納掃描。2012年6月，《每日郵報》發表了報導後，一些瘋狂的推測理論開始在網路上流行。
OceanX回收的石頭樣本已交給斯德哥爾摩大學地質學副教授沃爾克·布魯赫特（Volker Brüchert）進行分析。布魯赫特對樣本的分析顯示，大部分是花崗岩、片麻岩和砂岩。樣本中有一塊鬆散的玄武岩（火山）岩，這在該地區是常見的地質結構，雖與海床的地質不符，但並不罕見。
「由於整個波羅的海北部地區受到冰川融化過程的嚴重影響，因此該特徵和岩石樣本很可能是與冰川和冰後過程有關的形成的。...這些岩石可能是通過冰川運送到那裡的，」布魯歇特解釋。而瑞典地質學家弗雷德里克‧克林伯格（Fredrik Klingberg）和馬丁·雅各布森（Martin Jakobsson）則表示，提供樣本的化學成分，與海床中的結核相似，並且發現的物質，包括褐鐵礦和针铁矿，確實可以由大自然本身形成。

## 回應
OceanX提供的單一聲納圖像引起了來自多方的批評。伍兹霍尔海洋研究所的哈努曼特·辛格（Hanumant Singh）表示，該圖像並不可信，因為畫面的扭曲使其「對於識別海底構造幾乎毫無用處」。辛格指出，這種扭曲是由於廉價的、不準確的聲納儀器接線和不當的校準造成的。而根據MSNBC的一份報告推測，將該圖像解釋為飛碟很可能是小報在聲納圖像上繪製的虛構宇宙飛船千年隼号輪廓的結果。
蒙特利灣水族館研究所的科學家查爾斯·保羅向雜誌《大眾機械》表示，模糊的聲納圖像更有可能是岩石露頭、拖網漁船掉落的沉積物，甚至是一群魚。並將這個故事描述為「好奇又有趣，但無事生非」。
斯德哥爾摩海洋博物館的海洋考古學家約蘭·埃克伯格（Göran Ekberg）在回應瑞典報紙《快報》發表的一張據稱由OceanX在潛水收集岩石樣本時拍攝的照片時表示：「不能排除自然地質構造的可能性。我同意這個發現看起來很奇怪，因為它完全是圓形的。但大自然已經產生了比這更奇怪的東西。」
斯德哥尔摩大学海洋地質學和地球物理学教授馬丁·雅各布森（Martin Jakobsson）檢查了該圖像後表示：「我猜測它是某種砂岩。但為了澄清這一點，我只看到了媒體圖像，在製作之前我需要更多官方聲明。」其他專家表示，此影像很可能顯示了冰河時期冰川沉積的一組岩石，也可能是枕狀玄武岩或冰碛岩。
根據芬蘭行星地形學家雅爾莫·科特涅米（Jarmo Korteniemi）的說法，將物體基於火山的解釋（例如海底熱泉）在波罗的地盾上是不合理的，因為它是一個厚克拉通，在元古代之後沒有活躍的火山活動。區域測深解釋了「跑道」的形成，該異常現像是位於博滕海底部的一大群類似的NNW-SSE方向土丘的一部分。科特涅米表示，「跑道」很可能是天然岩層，是冰河作用形成的冰盖。
火星太空飛行設施的喬納森·希爾(Jonathan Hill)對OceanX公告的動機提出質疑，其中包括計劃帶著富有的遊客乘坐潛艇參觀該地點。2012年，有人引用他的話：「每當人們提出非凡的主張時，最好花點時間考慮一下他們個人是否從該主張中受益，或者這是否是真正客觀的觀察。」他還建議，將一塊碎片折斷並進行地質測試是很簡單的，並表示測試結果表明它只是岩石，這不會讓彼得·林德伯格受益。
林德伯格在2019年的一次採訪中表示，可能會透過他們參與的電視製作進行新的探險。

## 另見
- 比米尼路
- 埃爾塔寧天線（英语：Eltanin_Antenna）
- 巨人堤道
- 與那國島海底地形
- 不明潜水物

## 外部連結
- "The Mystery Beneath" （页面存档备份，存于） A 2018 Swedish documentary (in English) on the anomaly.